# Championnat d'Uruguay de football 1917
Navigation
Édition précédente Édition suivante
| \| Montevideo: · Central · Peñarol · Nacional · Wanderers · River Plate · Reformers · Defensor · Dublin · Charley Montevideo Universal \| Localisation des clubs engagés dans le championnat. |
| Montevideo: · Central · Peñarol · Nacional · Wanderers · River Plate · Reformers · Defensor · Dublin · Charley Montevideo Universal                                                           |

La 17e édition du championnat d'Uruguay de football est remportée par le Club Nacional de Football. C’est le sixième titre de champion du club, le troisième consécutif. Le Nacional l’emporte avec 16 points d’avance sur le Club Atlético Peñarol. Universal complète le podium. 
Un nouveau club fait son apparition en première division : le Charley Football Club. Le championnat revient donc à une formule à 10 équipes.

## Les clubs de l'édition 1917
| Club                             | Stade         | Capacité | Ville            |
| -------------------------------- | ------------- | -------- | ---------------- |
| Central Español Fútbol Club      | -             | -        | Montevideo       |
| Charley Football Club            | -             | -        | Montevideo       |
| Defensor Sporting Club           | -             | -        | Montevideo       |
| Dublin Football Club             | -             | -        | Montevideo       |
| Montevideo Wanderers Fútbol Club | -             | -        | Montevideo       |
| Club Nacional de Football        | -             | -        | Montevideo       |
| Club Atlético Peñarol            | Villa Peñarol | -        | Montevideo       |
| Reformers Football Club          | -             | -        | Montevideo       |
| River Plate Football Club        | -             | -        | Montevideo       |
| Universal Football Club          | -             | -        | San José de Mayo |

## Compétition

### Classement
Le classement est établi sur le barème de points suivant : victoire à 2 points, match nul à 1, défaite à 0.
| Rang | Équipe                      | Pts | J  | G  | N | P  | Bp | Bc | Diff |
| ---- | --------------------------- | --- | -- | -- | - | -- | -- | -- | ---- |
| 1    | Club Nacional de Football T | 34  | 18 | 16 | 2 | 0  | 47 | 3  | +44  |
| 2    | Club Atlético Peñarol       | 30  | 18 | 14 | 2 | 2  | 31 | 12 | +19  |
| 3    | Universal Football Club     | 21  | 18 | 8  | 5 | 5  | 24 | 18 | +6   |
| 4    | Montevideo Wanderers        | 19  | 18 | 6  | 5 | 7  | 17 | 16 | +1   |
| 5    | River Plate                 | 15  | 18 | 5  | 5 | 8  | 18 | 27 | -9   |
| 6    | Dublin Football Club        | 14  | 18 | 6  | 2 | 10 | 22 | 28 | -6   |
| 7    | Central Español Fútbol Club | 14  | 18 | 4  | 6 | 8  | 14 | 23 | -9   |
| 8    | Charley Football Club       | 13  | 18 | 5  | 3 | 10 | 11 | 24 | -13  |
| 9    | Reformers Football Club     | 11  | 18 | 3  | 5 | 10 | 9  | 23 | -14  |
| 10   | Defensor Sporting Club      | 11  | 18 | 2  | 7 | 9  | 9  | 28 | -19  |

| Légende : Qualifications et relégations | Légende : Qualifications et relégations |
| --------------------------------------- | --------------------------------------- |
|                                         | Champion d’Uruguay                      |
|                                         | Relégation en deuxième division         |
|                                         | T : Tenant du titre P : Promus          |

## Bilan de la saison
| Championnat d'Uruguay de football 1917                             |                                      |
| Champion                                                           | Club Nacional de Football (6e titre) |
| Promotions et relégations                                          |                                      |
| Promus en Primera División                                         | Misiones Football Club               |
| Relégués en Championnat d'Uruguay de football de deuxième division | Defensor Sporting Club               |